# Дивертикулит
Дивертикулит, прежде всего, — толстокишечный дивертикулит — заболевание желудочно-кишечного тракта, характеризующееся воспалением аномальных «мешочков» — дивертикулов, которые могут развиваться в стенке толстой кишки. Симптомы обычно представлены остро возникшей болью в нижней части живота, но начало заболевания может происходить и в течение нескольких дней. Также возможны тошнота, диарея или запор. Лихорадка или наличие крови в стуле свидетельствуют об осложнениях. Возможно повторение обострений.
Причины развития дивертикулита неясны. Факторы риска включают ожирение, недостаточную физическую активность, курение, семейный анамнез заболевания и прием нестероидных противовоспалительных средств (НПВС). Роль диеты с низким содержанием клетчатки, как фактора риска, неясна. Наличие невоспаленных «мешочков» в толстой кишке известно как дивертикулёз. Воспаление возникает в 10-25 % случаев дивертикулёза и связано с бактериальной инфекцией. Диагноз обычно устанавливается при помощи компьютерной томографии, хотя в пользу него также могут свидетельствовать анализы крови, колоноскопия или рентгеновские исследования нижних отделов желудочно-кишечного тракта. Дифференциальный диагноз включает синдром раздраженного кишечника.
Профилактические меры включают коррекцию факторов риска, таких как ожирение, малоподвижный образ жизни и курение. Месалазин и рифаксимин полезны для предотвращения обострений у пациентов с дивертикулёзом. Отказ от употребления орехов и семян в качестве профилактической меры больше не рекомендуется, поскольку нет доказательств того, что они играют роль в развитии воспаления в дивертикулах. При легком течении дивертикулита рекомендуются пероральные антибиотики и диета с приёмом жидкой пищи. При тяжёлом течении могут быть рекомендованы внутривенные антибиотики, госпитализация и полный покой кишечника. Значение пробиотиков неясно. Осложнения, такие как развитие абсцесса, образование свища и перфорация толстой кишки, могут потребовать хирургического вмешательства.
Заболевание распространено в странах запада и редко встречается в Африке и Азии. Дивертикулёз выявляется у 35 % населения стран запада, в то время как в сельских районах Африки — менее чем у 1 %;. В 4 — 15 % случаев может развиться дивертикулит. У жителей Северной Америки и Европы боль в животе обычно локализуется слева внизу (сигмовидная кишка), а у жителей Азии — справа (восходящая кишка). Дивертикулёз чаще выявляется с возрастом, особенно у лиц старше 50 лет. Помимо этого, случаи заболевания становятся более распространёнными во всех частях мира. В 2003 году от дивертикулёза в Европе погибло около 13 000 человек. Это наиболее частое структурное заболевание толстой кишки. Затраты, связанные с дивертикулярной болезнью, в США в 2013 году составили около 2,4 млрд долларов США.